# Ilja M. Frank
Ilja Mikhajlovitj Frank (russisk: Илья́ Миха́йлович Франк) (født 23. oktober 1908, død 22. juni 1990) var en sovjetisk fysiker, der modtog nobelprisen i fysik i 1958 sammen med Pavel Aleksejevitj Tjerenkov og Igor Jevgenjevitj Tamm for sit arbejde med at forklare fænomenet Cherenkovstråling. Han modtog Stalinprisen i 1946 og 1953, og igen i 1971 (da prisen var omdøbt til Sovjetunionens statspris).